# Cryptotis tropicalis
Cryptotis tropicalis — вид млекопитающих семейства землеройковые (Soricidae), обитающий в Центральной Америке.
Этот вид встречается в восточных горных районах штата Чьяпас (Мексика), а также в некоторых частях Белиза и Гватемалы. До недавнего времени считался подвидом Cryptotis parva, но приобрел статус вида. Его связь с среднеамериканской землеройкой Cryptotis orophila еще предстоит изучить.